# Ванговець цейлонський
Ванговець цейлонський (Tephrodornis affinis) — вид горобцеподібних птахів родини вангових (Vangidae). Раніше вважався підвидом ванговця малого.

## Поширення
Ендемік Шрі-Ланки. Поширений по всьому острові.

## Спосіб життя
Трапляється парами або невеликими групами, може утворювати змішані зграї з іншими птахами. Пересувається в кронах дерев у пошуках поживи. Харчується комахами.